# Император Кэйтай
Император Кэйтай (яп. 継体天皇 Кэйтай-тэнно:) — 26-й император Японии.
По традиционной датировке, Кэйтай правил с 507 по 531 год. Источники указывают разные даты его рождения и смерти, а также разные варианты собственного имени. Так, согласно Кодзики, император родился в 485 году и умер 9 апреля 527 года и собственное имя его было Одо но Микото (яп. 袁本杼命 О:до но Микото). По Нихон сёки, император Кэйтай родился в 450 году и умер 7 февраля 531 года; собственное имя его было Одо но Кими (яп. 男大迹王 О:до но Кими); встречалось также именование Хикофудо но Микото (яп. 彦太尊).
Согласно официальной генеалогии, Кэйтай был потомком императора Одзина в шестом поколении и сыном принца Хикоси. Родился в провинции Оми (ныне префектура Сига). Отец его умер, когда будущий император был ещё совсем мал, и мать переселилась с ним в Такамуку (яп. 高向), провинция Этидзэн (ныне префектура Фукуи), где Кэйтай вырос.
После того, как император Бурэцу умер, не оставив наследника, при дворе выбор пал на Кэйтая как на будущего императора. Кэйтай женился на принцессе Тасираке, сестре умершего императора, и занял трон. Во время его правления произошло крупное восстание в провинции Цукуси, на острове Кюсю.
Кэйтай был отцом трёх японских императоров — Анкана, Сэнки и Киммэя.
В царствование Кэйтая происходило переселение на японские острова буддийских проповедников, прибывавших в Ямато по частной инициативе.